# Martin Kintzinger
Martin Kintzinger (* 20. Juni 1959 in Offenbach am Main) ist ein deutscher Historiker.
Martin Kintzinger studierte von 1978 bis 1983 die Fächer Geschichte und Germanistik an der TU Braunschweig. Bei Joachim Ehlers wurde er 1987 an der TU Braunschweig mit der Arbeit Das Bildungswesen in der Stadt Braunschweig im hohen und späten Mittelalter promoviert. Von 1989 bis 1993 war er wissenschaftlicher Mitarbeiter und Assistent an der Universität Stuttgart. Von 1994 bis 1999 war Kintzinger wissenschaftlicher Mitarbeiter an der FU Berlin. Dort erfolgte 1997 auch seine Habilitation in Mittelalterlicher Geschichte mit einer Arbeit über die auswärtige Politik zwischen dem Reich, Frankreich, Burgund und England in der Regierungszeit Kaiser Sigmunds. Von 1999 bis 2002 lehrte er als Professor Wissenschafts- und Universitätsgeschichte an der Ludwig-Maximilians-Universität München. Im Jahr 2002 wurde er Nachfolger von Hagen Keller als Professor für Mittelalterliche Geschichte an der Westfälischen Wilhelms-Universität Münster. Zu seinen akademischen Schülern gehört unter anderem Sita Steckel.
Kintzinger ist Mitglied in der Historischen Kommission für Niedersachsen und Bremen (seit 2002), des Konstanzer Arbeitskreises für mittelalterliche Geschichte (seit 2003) und kooptiertes Mitglied als Associé correspondant étranger der Société des antiquaires de France (seit April 2012). Er ist Mitherausgeber der WBG-Reihe Geschichte kompakt (seit 2001), der Frühmittelalterlichen Studien (seit 2012) und des Jahrbuchs für Universitätsgeschichte (seit 2013).
Seine Forschungsschwerpunkte sind „Außenpolitik“ und Wissensgeschichte im Mittelalter sowie die Sozial- und Kulturgeschichte der Gebildeten und Gelehrten. Er veröffentlichte 2005 eine Untersuchung, in der er die Gemeinsamkeiten und Gegensätze zwischen Deutschland und Frankreich aufzeigen will. Mit Bernd Schneidmüller veranstaltete er 2008 eine Herbsttagung des Konstanzer Arbeitskreises auf der Insel Reichenau zum Thema „Politische Öffentlichkeit im Spätmittelalter“. Die Beiträge wurden 2011 veröffentlicht. Mit Jörg Rogge und Frank Rexroth organisierte er im Herbst 2009 eine Reichenau-Tagung des Konstanzer Arbeitskreises für mittelalterliche Geschichte zu Bedeutung von Gewalt und Widerstand für die politische Kultur des späten Mittelalters. Die Ergebnisse der Tagung erschienen 2015. 

## Schriften
Monografien
- Die Erben Karls des Großen. Frankreich und Deutschland im Mittelalter. Thorbecke, Ostfildern 2005, ISBN 3-7995-0150-9.
- Wissen wird Macht. Bildung im Mittelalter. Thorbecke, Ostfildern 2003, ISBN 3-7995-0116-9.
- Westbindungen im spätmittelalterlichen Europa. Auswärtige Politik zwischen dem Reich, Frankreich, Burgund und England in der Regierungszeit Kaiser Sigmunds (= Mittelalter-Forschungen. Bd. 2). Thorbecke, Stuttgart 2000, ISBN 3-7995-4253-1 (Digitalisat).
- Norma elementorum. Studien zum naturphilosophischen und politischen Ordnungsdenken des ausgehenden Mittelalters (= Sudhoffs Archiv. Beihefte. Bd. 34). Steiner, Stuttgart 1994, ISBN 3-515-06622-5.
- Das Bildungswesen in der Stadt Braunschweig im hohen und späten Mittelalter. Verfassungs- und institutionengeschichtliche Studien zu Schulpolitik und Bildungsförderung (= Archiv für Kulturgeschichte. Beihefte. Bd. 32). Böhlau, Köln u. a. 1990, ISBN 3-412-03289-1 (Zugleich: Braunschweig, Technische Universität, Dissertation, 1987/1988).

Herausgeberschaften
- mit Wolfgang Eric Wagner, Marian Füssel: Akademische Festkulturen vom Mittelalter bis zur Gegenwart. Zwischen Inaugurationsfeier und Fachschaftsparty (= Veröffentlichungen der Gesellschaft für Universitäts- und Wissenschaftsgeschichte. Bd. 15.). Schwabe, Basel 2019, ISBN 978-3-7965-3823-0.
- mit Jörg Rogge, Frank Rexroth: Gewalt und Widerstand in der politischen Kultur des späten Mittelalters (= Konstanzer Arbeitskreis für Mittelalterliche Geschichte. Vorträge und Forschungen. Bd. 80). Thorbecke, Ostfildern 2015, ISBN 978-3-7995-6880-7 (online).
- mit Bernd Schneidmüller: Politische Öffentlichkeit im Spätmittelalter (= Konstanzer Arbeitskreis für Mittelalterliche Geschichte. Vorträge und Forschungen. Bd. 75). Thorbecke, Ostfildern 2011, ISBN 978-3-7995-6875-3 (online).
- mit Michael Jucker, Rainer Christoph Schwinges: Rechtsformen internationaler Politik. Theorie, Norm und Praxis vom 12. bis 18. Jahrhundert (= Zeitschrift für historische Forschung. Beiheft. Bd. 45). Duncker & Humblot, Berlin 2011, ISBN 978-3-428-13315-4.
- mit Jörg Rogge: Königliche Gewalt – Gewalt gegen Könige. Macht und Mord im spätmittelalterlichen Europa (= Zeitschrift für historische Forschung. Beiheft. Bd. 33). Duncker und Humblot, Berlin 2004, ISBN 3-428-11588-0.
- Handwerk in Braunschweig. Entstehung und Entwicklung vom Mittelalter bis zur Gegenwart. Appelhans, Braunschweig 2000, ISBN 3-930292-38-6.
- mit Sönke Lorenz und Michael Walter: Schule und Schüler im Mittelalter. Beiträge zur europäischen Bildungsgeschichte des 9. bis 15. Jahrhunderts (= Archiv für Kulturgeschichte. Beihefte. Bd. 42). Böhlau, Köln u. a. 1996, ISBN 3-412-08296-1.